# تشارلز هووكس
تشارلز هووكس هو سياسي أمريكي، ولد في 20 فبراير 1768 في مقاطعة بيرتي في الولايات المتحدة، وتوفي في 18 أكتوبر 1843 في مونتغومري في الولايات المتحدة. انتخب عضو مجلس النواب الأمريكي ‏.